# Liste der Monuments historiques in Arbrissel
Die Liste der Monuments historiques in Arbrissel führt die Monuments historiques in der französischen Gemeinde Arbrissel auf.

## Liste der Bauwerke
| Bezeichnung                       | Beschreibung                  | Standort | Kennzeichnung | Schutzstatus | Datum | Bild           |
| --------------------------------- | ----------------------------- | -------- | ------------- | ------------ | ----- | -------------- |
| Kirche Notre-Dame-de-l’Assomption | Erbaut im 11./12. Jahrhundert | (Lage)   | PA00090497    | Inscrit      | 1987  | weitere Bilder |

## Liste der Objekte

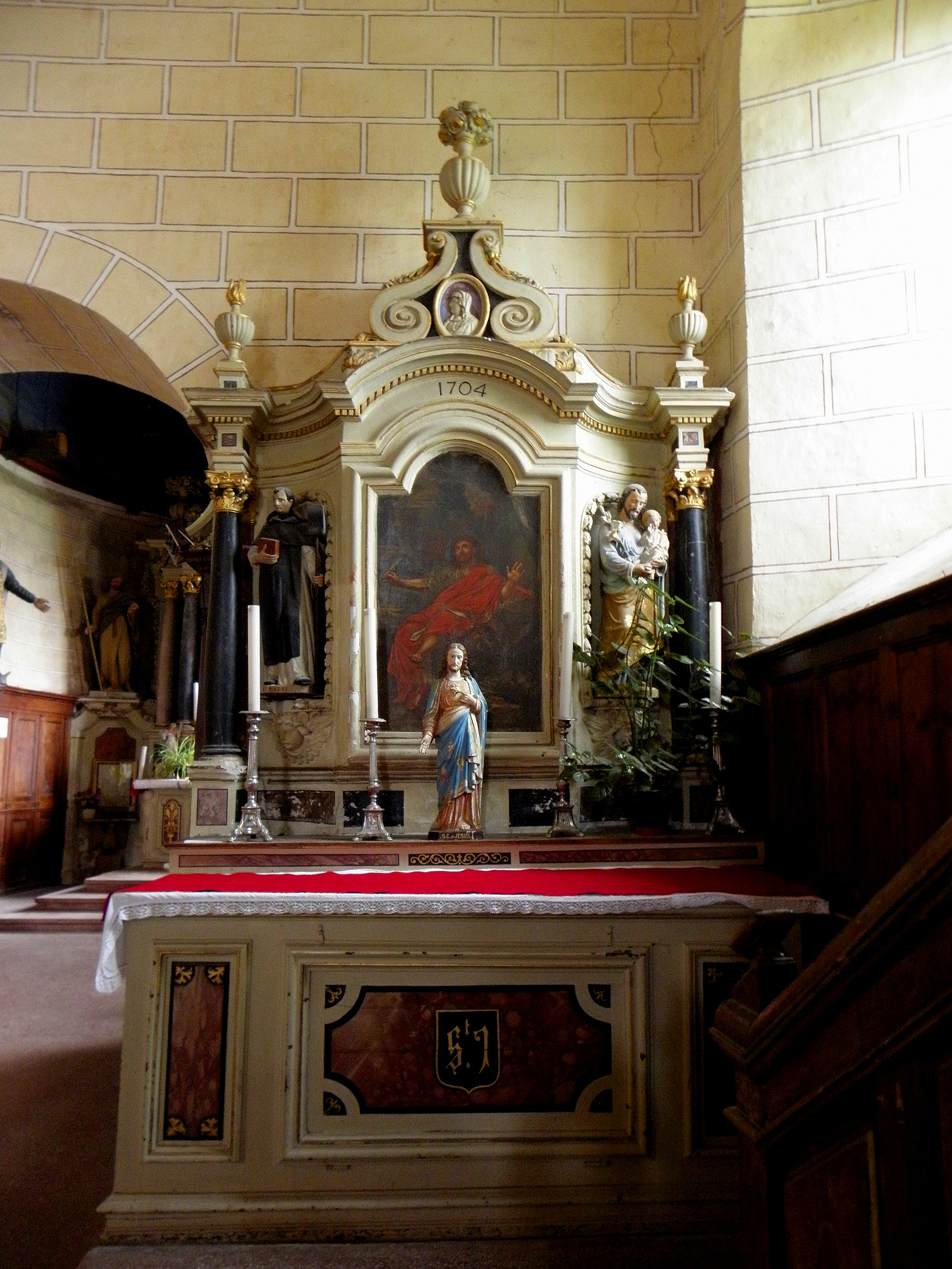
Seitenaltar in der Kirche Notre-Dame-de-l’Assomption

- Monuments historiques (Objekte) in Arbrissel in der Base Palissy des französischen Kultusministeriums